# Чемпіонат світу з хокею із шайбою 2020 (дивізіон II, жінки)
Чемпіонат світу з хокею із шайбою 2020 (Дивізіон ІІ) — чемпіонат світу з хокею із шайбою ІІХФ, який відбувся в одній групі В Акурейрі (Ісландія) з 23 по 29 лютого 2020 року. Матчі групи А планували провести в Гранаді (Іспанія) з 29 березня по 4 квітня.
2 березня 2020 ІІХФ скасувала турнір у групі А через пандемію COVID-19.
Збірна Австралії виграла першість у групі В та підвищилась до групи А в той час, як збірна України вибула з групи В. Однак через пандемію COVID-19 збірну Австралії залишили в групі В.

## Група А
| Поз | Команда           | М | В | ВО | ПО | П | ГЗ | ГП | Різ | О | Кваліфікація або пониження |
| --- | ----------------- | - | - | -- | -- | - | -- | -- | --- | - | -------------------------- |
| 1   | Латвія            | 0 | 0 | 0  | 0  | 0 | 0  | 0  | 0   | 0 | Вихід до Дивізіону І B     |
| 2   | Велика Британія   | 0 | 0 | 0  | 0  | 0 | 0  | 0  | 0   | 0 |                            |
| 3   | Іспанія (H)       | 0 | 0 | 0  | 0  | 0 | 0  | 0  | 0   | 0 |                            |
| 4   | Мексика           | 0 | 0 | 0  | 0  | 0 | 0  | 0  | 0   | 0 |                            |
| 5   | Північна Корея    | 0 | 0 | 0  | 0  | 0 | 0  | 0  | 0   | 0 |                            |
| 6   | Китайський Тайбей | 0 | 0 | 0  | 0  | 0 | 0  | 0  | 0   | 0 | Вибуття до Дивізіону ІІ B  |

## Група В

### Підсумкова таблиця
| Поз | Команда       | М | В | ВО | ПО | П | ГЗ | ГП | Різ | О  | Пониження                |
| --- | ------------- | - | - | -- | -- | - | -- | -- | --- | -- | ------------------------ |
| 1   | Австралія     | 5 | 5 | 0  | 0  | 0 | 39 | 4  | +35 | 15 |                          |
| 2   | Ісландія (H)  | 5 | 4 | 0  | 0  | 1 | 25 | 7  | +18 | 12 |                          |
| 3   | Нова Зеландія | 5 | 3 | 0  | 0  | 2 | 20 | 16 | +4  | 9  |                          |
| 4   | Туреччина     | 5 | 1 | 1  | 0  | 3 | 10 | 14 | −4  | 5  |                          |
| 5   | Хорватія      | 5 | 0 | 1  | 0  | 4 | 5  | 39 | −34 | 2  |                          |
| 6   | Україна (R)   | 5 | 0 | 0  | 2  | 3 | 7  | 26 | −19 | 2  | Вибуття до Дивізіону ІІІ |

1. 1 2  Хорватія 2–1 (бул.) Україна

### Результати
| Дата       | Команда       | Рахунок    | Команда       |
| ---------- | ------------- | ---------- | ------------- |
| 23.02.2020 | Україна       | 2 : 3 (ОТ) | Туреччина     |
| 23.02.2020 | Нова Зеландія | 11 : 1     | Хорватія      |
| 23.02.2020 | Ісландія      | 1 : 6      | Австралія     |
| 24.02.2020 | Хорватія      | 2 : 1 (Б)  | Україна       |
| 24.02.2020 | Австралія     | 2 : 1      | Туреччина     |
| 24.02.2020 | Нова Зеландія | 1 : 4      | Ісландія      |
| 26.02.2020 | Австралія     | 15 : 0     | Хорватія      |
| 26.02.2020 | Нова Зеландія | 5 : 3      | Україна       |
| 26.02.2020 | Ісландія      | 6 : 0      | Туреччина     |
| 27.02.2020 | Україна       | 1 : 9      | Австралія     |
| 27.02.2020 | Туреччина     | 1 : 2      | Нова Зеландія |
| 27.02.2020 | Хорватія      | 0 : 7      | Ісландія      |
| 29.02.2020 | Туреччина     | 5 : 2      | Хорватія      |
| 29.02.2020 | Австралія     | 7 : 1      | Нова Зеландія |
| 29.02.2020 | Ісландія      | 7 : 0      | Україна       |